# Power of the Dragonflame
Power of the Dragonflame je páté řadové album italské symphonic power metalové skupiny Rhapsody of Fire, vydané v roce 2002. Uzavírá tzv. Legendu o smaragdovém meči (Emerald Sword Saga).

## Seznam skladeb
1. "In Tenebris" – 1:28
2. "Knightrider of Doom" – 3:56
3. "Power of the Dragonflame" – 4:27
4. "March of the Swordmaster" – 5:03
5. "When Demons Awake" – 6:46
6. "Agony Is My Name" – 4:57
7. "Lamento Eroico" – 4:38
8. "Steelgods of the Last Apocalypse" – 5:48
9. "The Pride of the Tyrant" – 4:53
10. "Gargoyles, Angels of Darkness" – 19:02
  - I. "Angeli di Pietra Mistica"
  - II. "Warlords' Last Challenge"
  - III. "...And the Legend Ends..."
11. "Rise from the Sea of Flames" (Limited Edition Bonus Track) – 3:57